# Jamie Lee Curtis
Jamie Lee Curtis, född 22 november 1958 i Santa Monica, Kalifornien, är en amerikansk skådespelare och barnboksförfattare. Hon är dotter till skådespelarna Tony Curtis och Janet Leigh.
Lee Curtis har medverkat i ett 50-tal filmer. Det stora genombrottet fick hon med filmen Alla helgons blodiga natt år 1978 och fick därefter medverka i många skräckfilmer under 1980-talet, vilket ledde till hennes status som "Scream queen". På Oscarsgalan 2023 vann Curtis en Oscar för bästa kvinnliga biroll för Everything Everywhere All at Once.
Sedan 1984 är hon gift med Christopher Guest och de har två (adopterade) barn tillsammans. Hon bär titeln baronessan Haden-Guest genom sitt äktenskap med honom. Hon är vegetarian och engagerad i djurskyddsfrågor.

## Filmografi
- 1977 – Quincy M.E. (TV-serie)
- 1977 – The Hardy Boys/Nancy Drew Mysteries (TV-serie)
- 1977 – Columbo (TV-serie)
- 1977–1978 – Operation Petticoat (TV-serie) (23 avsnitt)
- 1978 – Charlies änglar (TV-serie)
- 1978 – Alla helgons blodiga natt
- 1979 – Kärlek ombord (TV-serie)
- 1979 – Buck Rogers (TV-serie)
- 1980 – Dimman
- 1980 – Terror Train
- 1980 – Blodig midnatt (Prom Night)
- 1981 – Alla helgons blodiga natt 2
- 1981 – Militärbrudarna
- 1981 – Lift med döden
- 1981 – Flykten från New York (endast röst)
- 1982 – Money on the Side
- 1982 – Callahan
- 1982 – Alla helgons blodiga natt 3 (endast röst)
- 1983 – Ombytta roller
- 1984 – Love Letters
- 1984 – Grandview, U.S.A.
- 1985 – Perfect
- 1986 – As Summers Die
- 1997 – A Man in Love
- 1987 – Amazing Grace and Chuck
- 1998 – Nicky och Gino
- 1988 – En fisk som heter Wanda
- 1989 – Blue Steel
- 1989–1992 – Anything But Love
- 1991 – Gänget från Brooklyn
- 1991 – Min tjej
- 1992 – Evigt ung
- 1993 – Mammas pojkar
- 1994 – Min tjej 2
- 1994 – True Lies
- 1995 – The Heidi Chronicles
- 1996 – House Arrest
- 1997 – Otäcka odjur
- 1998 – På farlig mark
- 1998 – Nicholas' Gift
- 1998 – Alla helgons blodiga natt – 20 år senare
- 1999 – Virus
- 2000 – Drowning Mona
- 2001 – Skräddaren i Panama
- 2001 – Daddy and Them
- 2001 – Rudolf med röda mulen 2 (endast röst)
- 2002 – Halloween: Resurrection
- 2003 – Freaky Friday
- 2004 – Julfritt
- 2005 – Molly & Roni's Dance Party
- 2008 – Chihuahuan från Beverly Hills
- 2010 – You Again
- 2011 – The Little Engine That Could (endast röst)
- 2012 – Prop 8
- 2012 – NCIS (TV-serie) (5 avsnitt)
- 2012–2015 – New Girl (TV-serie) (5 avsnitt)
- 2014 – Veronica Mars
- 2014 – Only Human
- 2015 – Spare Parts
- 2015–2016 – Scream Queens (TV-serie) (23 avsnitt)
- 2018 – Halloween
- 2018 – The Pages
- 2018 – Senior Entourage
- 2019 – Knives Out
- 2021 – Halloween Kills
- 2022 – Everything Everywhere All at Once
- 2022 – Halloween Ends
- 2024 – Borderlands
- 2024 – The Last Showgirl
- 2025 – Freakier Friday
- 2025 – Ella McCay